# Gillis Gerleman
Gillis Gerleman (* 27. März 1912 in Rogberga, heute Teil von Jönköping; † 23. Juli 1993 in Lund) war ein schwedischer lutherischer Theologe und Alttestamentler.

## Leben und Wirken
Gerleman stammte aus bäuerlichen Verhältnissen. Nach dem Studium von Theologie und Philosophie wurde er mit seiner 1942 vorgelegten Dissertation zum Zefanja-Buch an der Universität Lund im Jahr 1943 zum Doktor der Theologie promoviert. Seit 1942 lehrte er Bibelwissenschaft an der dortigen Theologischen Fakultät und war von 1949 bis 1978 ebendort Professor für Exegese des Alten Testaments. Er war von 1954 bis 1958 Mitglied des Justizkapitels von Lund und 1957, 1958 und 1963 auch Mitglied der Kirchenversammlung (Kyrkomötet) der schwedischen Kirche, wo er sich unter anderem in die kontrovers geführte Auseinandersetzung um die Einführung der Frauenordination einbrachte. Er dekonstruierte die Argumente der fundamentalistischen Gegner als exegetisch nicht begründet.
Gerleman war Mitglied mehrerer wissenschaftlicher Gesellschaften in Lund sowie langjährig Herausgeber des Annual of the Swedish Theological Institute.
In der Wissenschaft hat sich Gerleman vor allem mit den Ketuvim beschäftigt. Er hat Kommentare zum Buch Ruth, dem Hohenlied und dem Buch Esther verfasst sowie den kritischen Apparat zum Buch Hiob in der BHS beigesteuert.

## Werke
- Zephanja. Textkritisch und literarisch untersucht (Dissertation Lund 1942)
- Studies in the Septuagint, 3 Bände zu Chronik, Hiob und Proverbien (1946–56)
- Synoptic Studies in the Old Testament (1948)
- Studien zur alttestamentlichen Theologie (1980)
- Der Menschensohn (1983)
- Biblischer Kommentar Altes Testament (BKAT) Bd. 18/1: Ruth (1960–1963)
- BKAT Bd. 18/2: Das Hohelied (1963–1965)
- Studien zu Esther. Stoff, Struktur, Stil, Sinn (1966)
- BKAT Bd. 21: Esther (1970–1973)
- Biblia Hebraica Stuttgartensia, Faszikel 12a: Liber Iob (1974)
- Der Heidenapostel.  Ketzerische Erwägungen zur Predigt des Paulus, zugleich ein Streifzug in der Mythologie (1989)